# Coleophora agrianella
Coleophora agrianella là một loài bướm đêm thuộc họ Coleophoridae. Nó được tìm thấy ở Serbia, Cộng hòa Macedonia và Bulgaria.
Ấu trùng ăn Astragalus onobrychis.